# Баркер, Люси
Люси Баркер (англ. Lucy Barker, полное имя Lucy Ellen Hayward Barker; 1872—1948) — американская художница.

## Биография
Родилась 29 ноября 1872 года в Портидж-Лейке, штат Мэн.
Первоначально училась в Академии Св. Иоанна (St. John’s Academy) в Преск-Айле, затем два года — в епископальной школе Св. Екатерины (St. Catherine’s Hall) в Огасте — обе в штате Мэн. Затем Люси Баркер изучала искусство в Школе музея изящных искусств в Бостоне, где её учителями были Фрэнк Бенсон, Алджер Карриер (Alger Veazie Currier), Филипп Хейл и Эдмунд Тарбелл.
В своём творчестве была связана с американскими импрессионистами. Владела собственной студией в Бостоне с 1898 года до своей замужества с Роем Баркером (Roy Morrill Barker) в 1906 году. После материнства, в 1929 году, Люси Баркер возобновила свою карьеру, работая в штате Мэн в Преск-Айле.
Работы художницы находятся в коллекциях Метрополитен-музея, музея изобразительных искусств Сан-Франциско, Пенсильванской академии изящных искусств. Одна из её работ находится в соборной церкви Святого Луки в Портленде. Часть работ Люси Баркер, подаренных её дочерью, находится в Архиве американского искусства Смитсоновского института.
Умерла 16 ноября 1948 года в округе Монтерей, Калифорния. Была похоронена на кладбище Fairmount Cemetery города Преск-Айл. Её дочь утверждала, что мать умерла буквально «с малярной кистью в руке».